# Újezdec (okres Mělník)
Újezdec je obec v okrese Mělník ve Středočeském kraji. Rozkládá se asi devět kilometrů jihozápadně od Mělníka a jedenáct kilometrů severovýchodně od města Kralupy nad Vltavou. Žije zde 139 obyvatel.

## Historie
První písemná zmínka o obci pochází z roku 1380.

## Obyvatelstvo
| Rok            | 1869 | 1880 | 1890 | 1900 | 1910 | 1921 | 1930 | 1950 | 1961 | 1970 | 1980 | 1991 | 2001 | 2011 | 2021 |
| -------------- | ---- | ---- | ---- | ---- | ---- | ---- | ---- | ---- | ---- | ---- | ---- | ---- | ---- | ---- | ---- |
| Počet obyvatel | 180  | 203  | 201  | 202  | 184  | 209  | 214  | 160  | 135  | 117  | 107  | 103  | 97   | 105  | 129  |
| Počet domů     | 27   | 30   | 32   | 33   | 35   | 37   | 46   | 52   | 44   | 42   | 41   | 49   | 49   | 52   | 60   |

## Obecní správa

### Územněsprávní začlenění
Dějiny územněsprávního začleňování zahrnují období od roku 1850 do současnosti. V chronologickém přehledu je uvedena územně administrativní příslušnost obce v roce, kdy ke změně došlo:
- 1850 země česká, kraj Praha, politický i soudní okres Mělník[6]
- 1855 země česká, kraj Praha, soudní okres Mělník
- 1868 země česká, kraj Praha, politický i soudní okres Mělník
- 1869 země česká, kraj Praha, politický i soudní okres Mělník, obec Netřeba[7]
- 1910 země česká, kraj Praha, politický i soudní okres Mělník[7]
- 1939 země česká, Oberlandrat Mělník, politický i soudní okres Mělník[8]
- 1942 země česká, Oberlandrat Praha, politický i soudní okres Mělník [9]
- 1945 země česká, správní i soudní okres Mělník[10]
- 1949 Pražský kraj, okres Kralupy nad Vltavou[11]
- 1960 Středočeský kraj, okres Mělník
- k 1. lednu 1980 Středočeský kraj, okres Mělník, obec Dřínov[7]
- k 1. lednu 1992 Středočeský kraj, okres Mělník[7]
- 2003 Středočeský kraj, okres Mělník, obec s rozšířenou působností Kralupy nad Vltavou

### Obecní symboly
Znak a vlajka byly obci uděleny rozhodnutím předsedkyně Poslanecké sněmovny Parlamentu České republiky dne 26. května 2011.

## Pamětihodnosti
- Kaple Panny Marie
- Přírodní památka Slaná louka u Újezdce

## Doprava
Dopravní síť
- Pozemní komunikace – Do obce vedou silnice III. třídy. Ve vzdálenosti 1 km vede silnice II/522 Odolena Voda - Chlumín.
- Železnice – Železniční trať ani stanice na území obce nejsou. Nejblíže je železniční zastávka Netřeba ve vzdálenosti 3 km ležící na trati 092 z Kralup nad Vltavou do Neratovic.

Veřejná doprava 2012
- Autobusová doprava – Na území obce měly zastávku autobusová linka PID 372 Praha,Kobylisy - Kralupy n. Vlt. (v pracovních dnech 2 spoje), příměstské autobusové linky Kralupy nad Vltavou - Odolena Voda - Újezdec (v pracovních dnech 3 spoje) a Mělník - Chlumín - Kralupy nad Vltavou (v pracovních dnech 6 spojů, o víkendu 4 spoje) (dopravce ČSAD Střední Čechy, a. s.).

## Galerie

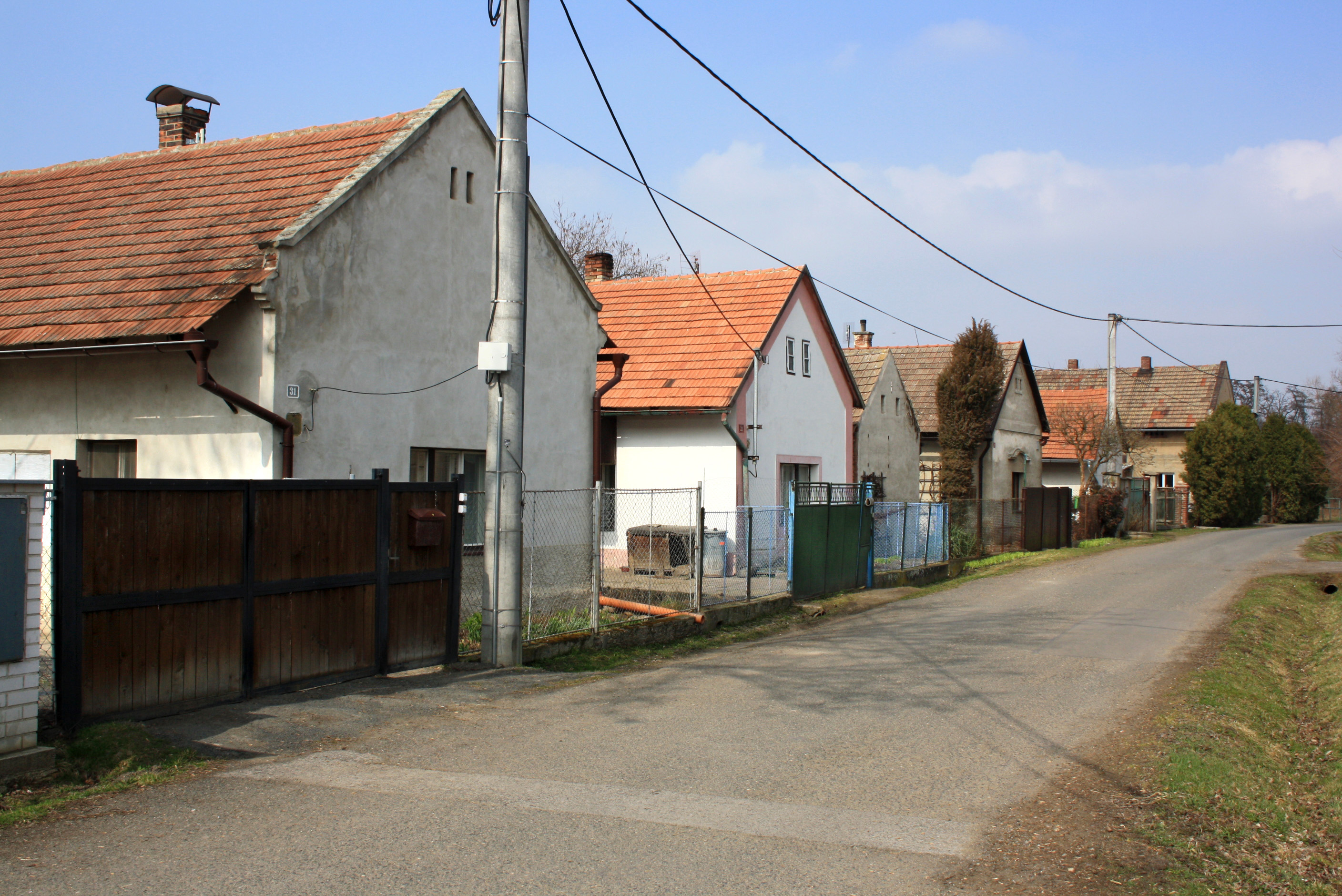
Domky v západní části vesnice
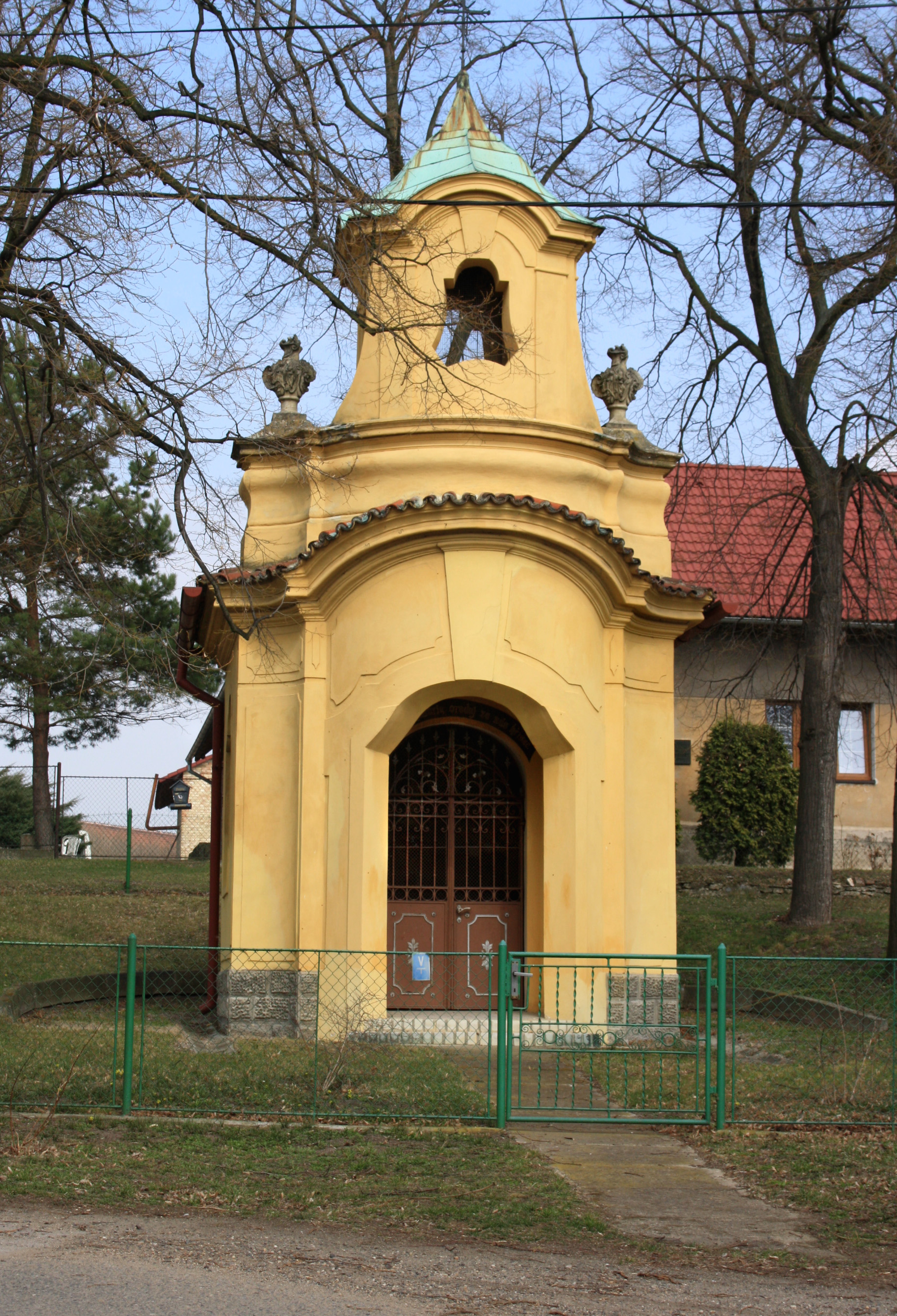
Kaple Panny Marie